# Christine Rossi
Christine Rossi (ur. 1 maja 1963) – francuska narciarka, specjalistka narciarstwa dowolnego. Jej największym sukcesem jest srebrny medal w balecie narciarskim wywalczony podczas mistrzostw świata w Tignes. Zajęła również pierwsze miejsce w tej samej konkurencji na igrzyskach olimpijskich w Calgary, jednakże narciarstwo dowolne było jedynie dyscypliną pokazową więc medali nie przyznawano.
Najlepsze wyniki w Pucharze Świata osiągnęła w sezonach 1986/1987 i 1987/1988, kiedy to zajmowała 4. miejsce w klasyfikacji generalnej, a w klasyfikacji baletu wywalczyła małą kryształową kulę. W klasyfikacji baletu triumfowała także w sezonie 1984/1985, a w sezonach 1979/1980, 1980/1981, 1981/1982, 1982/1983, 1983/1984 oraz 1985/1986 była druga.
W 1988 r. zakończyła karierę.

## Osiągnięcia

### Mistrzostwa świata
| Miejsce | Dzień    | Rok  | Miejscowość | Konkurencja      | Zwycięzca  |
| ------- | -------- | ---- | ----------- | ---------------- | ---------- |
| 2.      | 6 lutego | 1986 | Tignes      | Balet narciarski | Jan Bucher |

### Puchar Świata

#### Miejsca w klasyfikacji generalnej
- sezon 1979/1980: 10.
- sezon 1980/1981: 5.
- sezon 1981/1982: 7.
- sezon 1982/1983: 11.
- sezon 1983/1984: 10.
- sezon 1984/1985: 6.
- sezon 1985/1986: 9.
- sezon 1986/1987: 4.
- sezon 1987/1988: 4.

#### Miejsca na podium
1. Oberjoch – 1 marca 1980 (Balet) – 2. miejsce
2. Tignes – 13 marca 1980 (Balet) – 2. miejsce
3. Whistler – 29 marca 1980 (Balet) – 2. miejsce
4. Tignes – 23 stycznia 1981 (Balet) – 2. miejsce
5. Laax – 31 stycznia 1981 (Balet) – 1. miejsce
6. Seefeld – 9 lutego 1981 (Balet) – 3. miejsce
7. Mont-Sainte-Anne – 28 lutego 1981 (Balet) – 2. miejsce
8. Poconos – 15 marca 1981 (Balet) – 2. miejsce
9. Calgary – 21 marca 1981 (Balet) – 2. miejsce
10. Blackcomb – 9 stycznia 1982 (Balet) – 1. miejsce
11. Calgary – 16 stycznia 1982 (Balet) – 1. miejsce
12. Poconos – 26 stycznia 1982 (Balet) – 2. miejsce
13. Mont-Sainte-Anne – 6 lutego 1982 (Balet) – 2. miejsce
14. Adelboden – 6 marca 1982 (Balet) – 3. miejsce
15. Oberjoch – 20 marca 1982 (Balet) – 2. miejsce
16. Tignes – 25 marca 1982 (Balet) – 1. miejsce
17. Mariazell – 3 stycznia 1983 (Balet) – 2. miejsce
18. Tignes – 20 stycznia 1983 (Balet) – 2. miejsce
19. Oberjoch – 29 stycznia 1983 (Balet) – 2. miejsce
20. Ravascletto – 12 lutego 1983 (Balet) – 1. miejsce
21. Squaw Valley – 11 marca 1983 (Balet) – 2. miejsce
22. Stoneham – 14 stycznia 1984 (Balet) – 1. miejsce
23. Breckenridge – 20 stycznia 1984 (Balet) – 3. miejsce
24. Courchevel – 3 lutego 1984 (Balet) – 2. miejsce
25. Göstling – 25 lutego 1984 (Balet) – 1. miejsce
26. Ravascletto – 28 lutego 1984 (Balet) – 3. miejsce
27. Oberjoch – 3 marca 1984 (Balet) – 2. miejsce
28. Sälen – 20 marca 1984 (Balet) – 2. miejsce
29. Tignes – 27 marca 1984 (Balet) – 2. miejsce
30. Tignes – 11 grudnia 1984 (Balet) – 1. miejsce
31. Lake Placid – 19 stycznia 1985 (Balet) – 2. miejsce
32. Breckenridge – 25 stycznia 1985 (Balet) – 3. miejsce
33. La Sauze – 1 lutego 1985 (Balet) – 1. miejsce
34. Kranjska Gora – 20 lutego 1985 (Balet) – 2. miejsce
35. Oberjoch – 1 marca 1985 (Balet) – 1. miejsce
36. Mariazell – 9 marca 1985 (Balet) – 1. miejsce
37. La Clusaz – 17 marca 1985 (Balet) – 1. miejsce
38. Sälen – 22 marca 1985 (Balet) – 2. miejsce
39. Tignes – 10 grudnia 1985 (Balet) – 3. miejsce
40. Mont Gabriel – 10 stycznia 1986 (Balet) – 2. miejsce
41. Breckenridge – 23 stycznia 1986 (Balet) – 2. miejsce
42. Breckenridge – 24 stycznia 1986 (Balet) – 3. miejsce
43. Oberjoch – 28 lutego 1986 (Balet) – 2. miejsce
44. Voss – 8 marca 1986 (Balet) – 2. miejsce
45. Tignes – 12 grudnia 1986 (Balet) – 1. miejsce
46. Mont Gabriel – 9 stycznia 1987 (Balet) – 2. miejsce
47. Breckenridge – 21 stycznia 1987 (Balet) – 1. miejsce
48. Calgary – 31 stycznia 1987 (Balet) – 2. miejsce
49. Voss – 27 lutego 1987 (Balet) – 1. miejsce
50. Oberjoch – 6 marca 1987 (Balet) – 2. miejsce
51. La Clusaz – 25 marca 1987 (Balet) – 1. miejsce
52. La Plagne – 18 grudnia 1987 (Balet) – 1. miejsce
53. Tignes – 12 grudnia 1987 (Balet) – 2. miejsce
54. Mont Gabriel – 8 stycznia 1988 (Balet) – 3. miejsce
55. Breckenridge – 22 stycznia 1988 (Balet) – 1. miejsce
56. Inawashiro – 29 stycznia 1988 (Balet) – 1. miejsce
57. Madarao – 5 lutego 1988 (Balet) – 1. miejsce
58. Oberjoch – 4 marca 1988 (Balet) – 1. miejsce
59. La Clusaz – 11 marca 1988 (Balet) – 2. miejsce
60. Hasliberg – 18 marca 1988 (Balet) – 2. miejsce

- W sumie 21 zwycięstw, 31 drugich i 8 trzecich miejsc.